# Tolkiiaz
Tolkiiaz - Толкияз (rus) - és un poble de la República del Tatarstan, a Rússia. El 2010 tenia 68. Pertany al districte (raion) de Pestretsi.